# ديميتار فلاهوف
ديميتار فلاهوف هو دبلوماسي وضابط وسياسي بلغاري (وحمل سابقاً جنسية الدولة العثمانية ويوغوسلافيا)، ولد في 8 نوفمبر 1878 في كيلكيس في اليونان، وتوفي في 7 أبريل 1953 في بلغراد في صربيا. نشط حزبياً في People's Federative Party (Bulgarian Section) ‏ والحزب الاشتراكي العثماني (1925 – 1925) ورابطة شيوعيي يوغوسلافيا.